# Stephen Campbell Moore
Stephen Campbell Moore, nato Stephen Moore Thorpe (Londra, 30 novembre 1979), è un attore britannico.

## Biografia
Frequenta la Berkhamsted School nello Hertfordshire e completa gli studi alla Guildhall School of Music and Drama. Debutta sul grande schermo in Bright Young Things diretto da Stephen Fry e recita anche al Royal National Theatre. Crea il ruolo di Irwin nella produzione originale The History Boys di Alan Bennett e si esibisce nel West End, a Broadway, nelle produzioni di Sydney, Wellington, Hong Kong e nell'omonimo adattamento cinematografico dell'opera. Nel 2004 recita a fianco di Scarlett Johansson in Le seduttrici e negli anni successivi appare in numerosi film britannici e statunitensi come Amazing Grace, La rapina perfetta, L'ultimo dei templari, Johnny English - La rinascita e Red Joan.

## Filmografia parziale

### Cinema
- Bright Young Things, regia di Stephen Fry (2003)
- Le seduttrici (A Good Woman), regia di Mike Barker (2004)
- Normal for Norfolk, regia di Gareth Lewis – cortometraggio (2006)
- Amazing Grace, regia di Michael Apted (2006)
- The History Boys, regia di Nicholas Hytner (2006)
- La rapina perfetta (The Bank Job), regia di Roger Donaldson (2008)
- Official Selection, regia di Brian Crano – cortometraggio (2008)
- The Children, regia di Tom Shankland (2008)
- Burlesque Fairytales, regia di Susan Luciani (2009)
- Thorne: Sleepyhead, regia di Stephen Hopkins (2010)
- L'ultimo dei templari (Season of the Witch), regia di Dominic Sena (2011)
- Johnny English - La rinascita (Johnny English Reborn), regia di Oliver Parker (2011)
- Moonwalkers, regia di Antoine Bardou-Jacquet (2015)
- Un amore per caso (Man Up), regia di Ben Palmer (2015)
- Il sapore del successo (Burnt), regia di John Wells (2015)
- The Lady in the Van, regia di Nicholas Hytner (2015)
- I nuovi vicini (The Ones Below), regia di David Farr (2015)
- La ragazza del punk innamorato (How to Talk to Girls at Parties), regia di Simon Curtis (2017)
- Vi presento Christopher Robin (Goodbye Christopher Robin), regia di John Cameron Mitchell (2017)
- Red Joan, regia di Trevor Nunn (2018)
- Downton Abbey, regia di Michael Engler (2019)
- Freud - L'ultima analisi (Freud's Last Session), regia di Matt Brown (2023)
- The Union, regia di Julian Farino (2024)

### Televisione
- Byron, regia di Julian Farino – miniserie TV (2003)
- He Knew He Was Right, regia di Tom Vaughan – miniserie TV (2004)
- Wallis & Edward, regia di David Moore – film TV (2005)
- Hustle - I signori della truffa (Hustle) – serie TV, episodio 3x03 (2006)
- Rough Crossings, regia di Steve Condie – film TV (2007)
- Lark Rise to Candleford – serie TV, episodio 1x08 (2008)
- Ashes to Ashes – serie TV, 7 episodi (2008)
- Una breve vacanza in Svizzera (A Short Stay in Switzerland), regia di Simon Curtis – film TV (2009)
- Sea Wolf - Lupo di mare (Sea Wolf), regia di Mike Barker – miniserie TV (2009)
- Ben-Hur, regia di Steve Shill – miniserie TV (2010)
- Pulse, regia di James Hawes – film TV (2010)
- Just Henry, regia di David Moore – film TV (2011)
- Titanic, regia di Jon Jones – miniserie TV (2012)
- Hunted – serie TV, 8 episodi (2012)
- The Wrong Mans – serie TV, 5 episodi (2013-2014)
- Il nostro zoo (Our Zoo) – serie TV, 6 episodi (2014)
- The Go-Between, regia di Pete Travis (2015)
- Stag – miniserie TV, regia di Jim Field Smith (2016)
- Bambini nel tempo (The Child in Time), regia di Julian Farino – film TV (2017)
- The Last Post – serie TV, 6 episodi (2017)
- War of the Worlds – serie TV, 15 episodi (2019-in corso)
- Responsible Child, regia di Nick Holt – film TV (2019)
- La coppia quasi perfetta (The One) – serie TV, 8 episodi (2021-in corso)
- Litvinenko - Indagine sulla morte di un dissidente (Litvinenko) – miniserie TV, puntata 4 (2022)
- Masters of the Air - miniserie TV, 9 episodi (2024)

## Doppiatori italiani
Nelle versioni in italiano delle opere in cui ha recitato, Stephen Campbell Moore è stato doppiato da:
- Sergio Lucchetti in Johnny English - La rinascita, Il sapore del successo - Burnt
- David Chevalier in Sea Wolf - Lupo in mare, I nuovi vicini
- Giorgio Borghetti ne Le seduttrici, L'ultimo dei templari
- Andrea Lavagnino in Vi presento Christopher Robin
- Christian Iansante ne La rapina perfetta
- Vittorio Guerrieri in The History Boys
- Alessandro Quarta in Hunted
- Francesco Prando in Red Joan
- Roberto Certomà in War of the Worlds
- Simone D'Andrea in Downton Abbey
- Stefano Crescentini in The Union
- Edoardo Stoppacciaro in Freud - L'ultima analisi